# 723
Cette page concerne l'année 723  du calendrier julien. Pour l'année 723 av. J.-C., voir 723 av. J.-C.
L'année 723 est une année commune qui commence un vendredi.

## Événements

### Europe
- L'évêque Boniface fait abattre le chêne sacré de Geismar, principal sanctuaire païen des Chattes, près de Fritzlar en Hesse. Il fait construire avec son bois une chapelle dédiée à Saint Pierre[1]. Cet évènement marque le début de la christianisation des tribus du nord de l'Allemagne.
- Charles Martel fait enfermer deux de ses neveux, Arnulf et Pépin ou Godefried, fils de Drogon de Champagne, et les laisse mourir en prison. Leur frère Hugues, qui lui est resté fidèle, reçoit par contre plusieurs évêchés (Rouen, Paris, Bayeux, Avranches, Lisieux) et abbayes (Jumièges et Fontenelle)[2].
- 29 août: Première mention du village de Ledringhem, dans le Nord en France, apparaissant sous la forme latinisée de Leodringas (« Leodringas mansiones infra Mempisco ») dans le texte en Latin du cartulaire de St Bertin dont la première partie est créditée à St Folquin.

## Décès en 723
- Aban ibn Uthman: gouverneur de Médine de 695 à 702,